# 棕奶酪
在挪威，棕奶酪（挪威語：brunost）、红奶酪（挪威語：raudost）、山羊奶酪（挪威語：geitost）或乳清奶酪（挪威語：mysost）是对棕色奶酪的统称，其主要成分为乳清。棕奶酪是將乳清加熱，把水份蒸發後形成的焦糖化團塊，同時加入奶油及牛奶調味，因此這種芝士呈紅色，味道偏甜。